# Poiana Mărului
Poiana Mărului (en allemand: Bleschbach, en hongrois: Almásmezõ) est une commune roumaine du județ de Brașov, dans la région historique de Transylvanie. Elle est composée d'un seul village, Poiana Mărului.

## Localisation
Poiana Mărului est située dans la partie sud-ouest du comté de Brașov, au pied de Monts Piatra Craiului, sur les rives de la rivière Șinca, à la 7 km du ville de Zărnești, 31 km du Brașov et à 35 km du centre-ville de Făgăraș.

## Monuments et lieux touristiques
- Église “Nașterea Sf. Ioan Botezătorul” (construite aux XVIIIe et XIXe siècles), monument historique
- Croix de la pierre construit en 1700, monument historique
- Monts Piatra Craiului

## Personnalités liées à la commune
- Basile de Poiana Màrului (1692-1767), hiéromoine roumain, y est mort.